# Repressore

1: RNA Polimerasi, 2: Repressore, 3: Promotore, 4: Operatore, 5: Lattosio, 6: lacZ, 7: lacY, 8: lacA.
Sopra: Il gene non è attivato.In assenza di lattosio il repressore si lega all'operatore, che impedisce alla RNA polimerasi di legarsi al promotore e sintetizzare lattasi.
Sotto: Il gene è attivato. Il lattosio inibisce il repressore e permette alla RNA polimerasi di legarsi al promotore ed esprimere il gene, che sintetizza lattasi.
La lattasi metabolizza tutto il lattosio presente. Quando non ci sono più molecole di lattosio, il repressore si lega all'operatore, bloccando la sintesi di lattasi

In genetica molecolare un repressore è una DNA-binding protein (proteina legante il DNA) o l'RNA, che inibisce l'espressione di uno o più geni legandosi all'operatore. Un repressore legante il DNA blocca l'attacco della RNA polimerasi al promotore, impedendo così la trascrizione dei geni nell'RNA messaggero. Un repressore legante l'RNA si lega all'mRNA ed impedisce la traduzione dell'mRNA in proteine. Questo blocco dell'espressione genica è chiamata repressione.

## Funzione
Se è presente un induttore, cioè una molecola che attiva l'espressione genica, esso può interagire con la proteina repressore e staccarla dall'operatore. In generale, comunque, gli induttori possono anche legarsi a siti pre-promotoriali per facilitare l'attacco della polimerasi al promotore.L'RNA polimerasi è in grado quindi di trascrivere il messaggio, esprimendo così il gene. Un corepressore è una molecola che si può legare al repressore e permettergli di legarsi saldamente all'operatore, rallentando la trascrizione. Un repressore che si lega a un corepressore è chiamato aporepressore o repressore inattivo. Un tipo di aporepressore è il repressore trp, un'importante proteina del metabolismo batterico.
Il meccanismo di repressione sopra descritto è di tipo a feedback perché permette la trascrizione solo in presenza di induttori specifici. Nel genoma degli Eucarioti sono presenti segmenti di DNA chiamati silenziatori. Queste sequenze di DNA si legano ai repressori per inibire parzialmente o totalmente l'espressione del gene. I silenziatori possono essere situati parecchie basi prima o dopo il promotore. I repressori possono anche avere due siti di legame: uno per la regione del silenziatore e l'altro per la regione del promotore. Ciò fa sì che il cromosoma si ripieghi (loop) sempre per permettere alle due regioni di rimanere a stretto contatto.